# Róża Kozakowska
Róża Maria Kozakowska (ur. 26 sierpnia 1989 w Zduńskiej Woli) – polska lekkoatletka z niepełnosprawnością. Mistrzyni paralimpijska i rekordzistka świata w rzucie maczugą oraz wicemistrzyni w pchnięciu kulą kobiet w kategorii F32. Reprezentuje TZSN START Tarnów. 

## Kariera
W 2019 na swoich pierwszych mistrzostwach świata w Dubaju zajęła czwarte miejsce w skoku w dal (T38). Do podium zabrakło jej 23 centymetrów.
W 2021 została zwyciężczynią konkurencji rzutu maczugą kobiet na igrzyskach paraolimpijskich 2020 w Tokio, odległością 28,74 m ustanowiła rekord świata.
W 2021 została odznaczona Krzyżem Oficerskim Orderu Odrodzenia Polski.
W 2022 podczas gali 87. Plebiscytu Przeglądu Sportowego na 10 najlepszych sportowców Polski w 2021 roku, została laureatką w kategorii „Sport bez barier”.
W 2024, podczas Letnich Igrzysk Paralimpijskich w Paryżu, Kozakowska uzyskała najlepszy rezultat w rzucie maczugą kobiet, ustanawiając rekord świata wynikiem 31,30 m. Po zakończeniu zawodów została jednak zdyskwalifikowana z powodu użycia nieprzepisowej poduszki.

## Życie prywatne
Była ofiarą przemocy domowej. Choruje na neuroboreliozę stawowo-mózgową, a także na endometriozę.
Mieszka w Przyłęku.

## Wyniki
| Rok  | Zawody                   | Miejscowość | Konkurencja           | Wynik   | Pozycja    |
| ---- | ------------------------ | ----------- | --------------------- | ------- | ---------- |
| 2019 | Mistrzostwa świata       | Dubaj       | Skok w dal            | 4,70 m  | 4. miejsce |
| 2021 | Igrzyska paraolimpijskie | Tokio       | Rzut maczugą kobiet   | 28,74 m | 1. miejsce |
| 2021 | Igrzyska paraolimpijskie | Tokio       | Pchnięcie kulą kobiet | 7,37 m  | 2. miejsce |